# Bletchingley

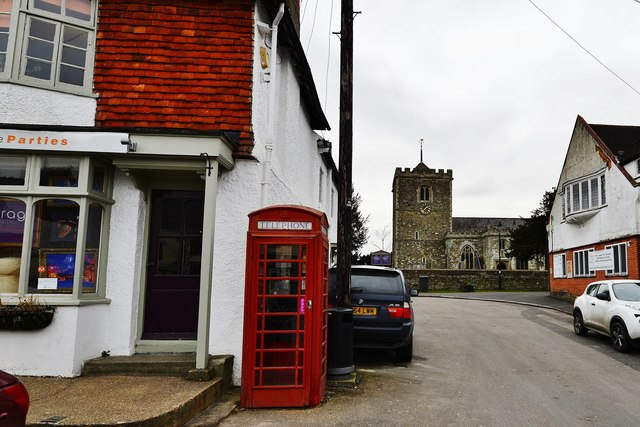
Bletchingley: una strada del villaggio, con, sullo sfondo, la chiesa di Santa Maria Vergine

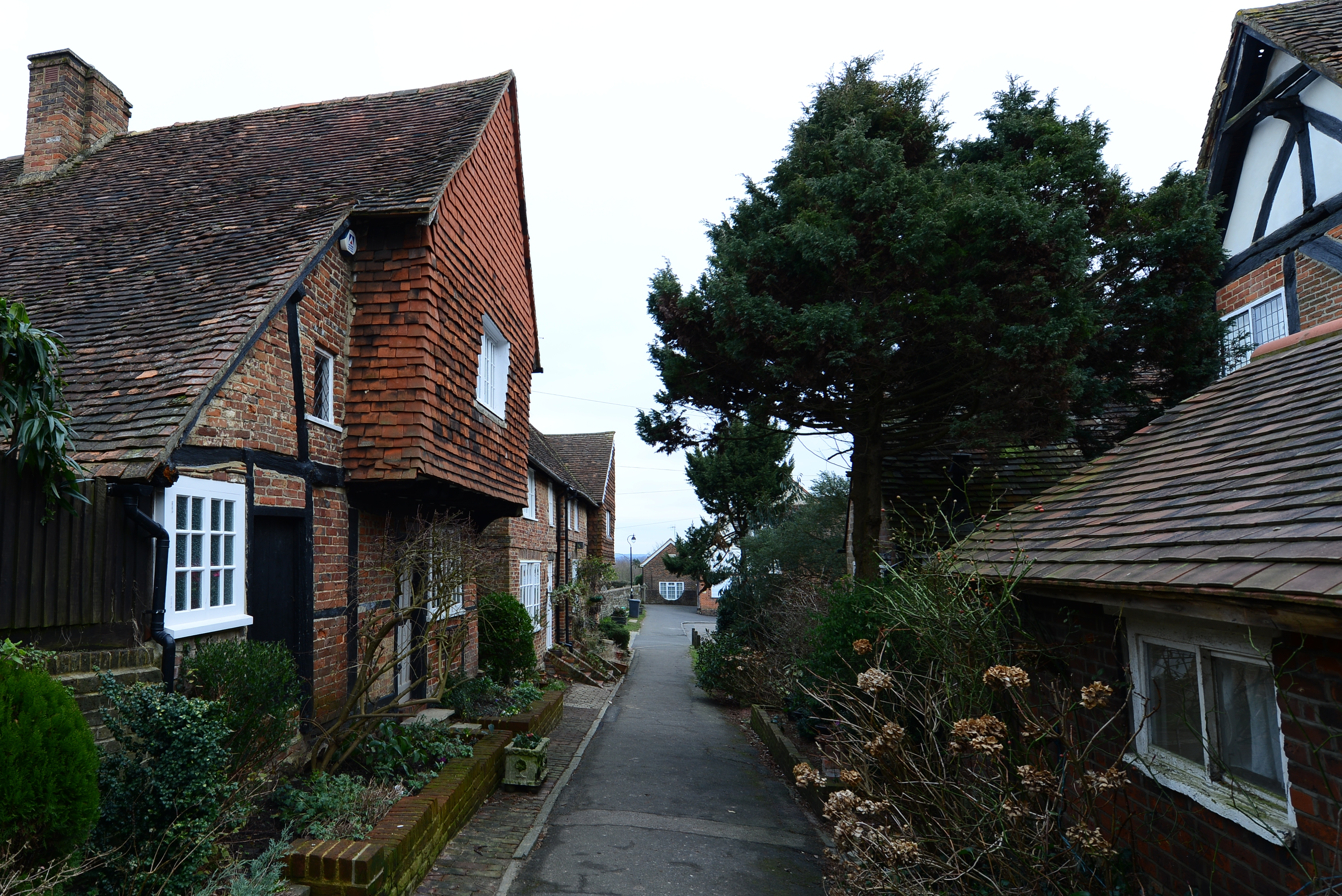
Edifici storici a Bletchingley

Bletchingley è un villaggio con status parrocchia civile dell'Inghilterra sud-orientale, facente parte della contea del Surrey e del distretto di Tandridge. L'intera parrocchia civile conta una popolazione di circa 3 200 abitanti, mentre il solo villaggio conta una popolazione di circa 2 300 abitanti.

## Geografia fisica
Bletchingley si trova a pochi chilometri a sud di Londra e a nord di Crawley, tra i villaggi di Redhill e Oxted (rispettivamente a est della prima e a ovest della seconda).
La parrocchia civile di Bletchingley occupa un'area di 23,45 km², mentre il solo villaggio occupa un'area di  0,8934 km². Il villaggio di Bletchingley si trova nella parte centrale della parrocchia civile.

## Origini del nome
Il toponimo Bletchingley è forse da ricollegare al termine inglese bleaching, ovvero "sbiancamento", che farebbe riferimento alla presenza nel terreno di argilla smectica.

## Storia
Nel 1066, venne eretto un castello in loco, rifatto poi in pietra nel corso del secolo successivo e di cui ora rimangono solo le fondamenta.
Il villaggio di Blentchingley è menzionato nel Domesday Book (1086), dove si dice che era un territorio di proprietà di Richard de Clare, cugino di secondo grado di Guglielmo il Conquistatore. Sotto i De Clare, il villaggio raggiunse lo status di mesne, ovvero di "mezzo borough", che le consentiva di avere un proprio rappresentante al Parlamento.
A Blentchingley sarebbe poi vissuto uno dei primi francescani nella storia d'Inghilterra, Fratello Roger di "Blecingel", menzionato nel 1233.

## Monumenti e luoghi d'interesse

### Architetture religiose

#### Chiesa di Santa Maria Vergine
Principale edificio religioso di Bletchingley è la chiesa dedicata a Santa Maria: la chiesa presenta un campanile della fine dell'XI secolo e altri elementi del XIII e XV secolo ed è stata restaurata nel 1870 da J.L. Pearson.

## Società

### Evoluzione demografica

#### Villaggio
Al censimento del 2021, il villaggio di Bletchingley contava una popolazione pari a 2374 unità, in maggioranza (1247) di sesso femminile.
La popolazione al di sotto dei 18 anni era pari a 552 unità (di cui 297 erano i bambini al di sotto dei 10 anni), mentre la popolazione dai 65 anni in su era pari a 462 unità (di cui 114 erano le persone dagli 80 anni in su) 2 181 abitanti sono nativi del Regno Unito, 68 da Paesi dell'Unione Europea, 14 da altri Paesi europei, 50 da Paesi dell'Asia e del Medio Oriente e 46 da Paesi dell'Africa.
Il villaggio di Bletchingley ha conosciuto un incremento demografico rispetto al 2011, quando la popolazione censita era pari a 2221 unità. Il dato era però in calo rispetto al 1991, quando contava 2 287 abitanti.

#### Parrocchia civile
Al censimento del 2021, la parrocchia civile  di Bletchingley contava una popolazione pari a 3266 unità, in maggioranza (1705) di sesso femminile.
La popolazione al di sotto dei 18 anni era pari a 706 unità (di cui 380 erano i bambini al di sotto dei 10 anni), mentre la popolazione dai 65 anni in su era pari a 673 unità (di cui 175 erano le persone dagli 80 anni in su) 2 967 abitanti sono nativi del Regno Unito, 110 da Paesi dell'Unione Europea, 19 da altri Paesi europei, 68 da Paesi dell'Asia e del Medio Oriente e 67 da Paesi dell'Africa.
La parrocchia civile di Bletchingley ha conosciuto un incremento demografico rispetto al 2011, quando la popolazione censita era pari a 2973 unità. Il dato era però in calo rispetto al 1991, quando contava 3 147 abitanti.